# Cuautitlán, Jalisco
Cuautitlán är en ort i Mexiko.   Den ligger i kommunen Lagos de Moreno och delstaten Jalisco, i den centrala delen av landet, 400 km nordväst om huvudstaden Mexico City. Cuautitlán ligger 2 005 meter över havet och antalet invånare är 542.
Terrängen runt Cuautitlán är platt västerut, men österut är den kuperad. Terrängen runt Cuautitlán sluttar västerut. Runt Cuautitlán är det ganska tätbefolkat, med 56 invånare per kvadratkilometer. Närmaste större samhälle är Francisco Primo de Verdad, 14,8 km öster om Cuautitlán. Trakten runt Cuautitlán består i huvudsak av gräsmarker.